# صندوق كات

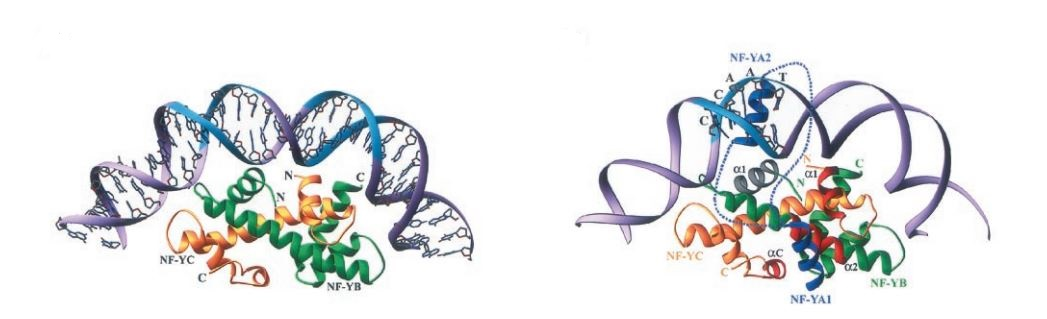
النموذج الأيسر عبارة عن معقد NF-YC/NF-YB مع عنصر سي كات CCAAT من مروج الكولاجين برو-2(I). يظهر العمود الفقري للحمض النووي على شكل أشرطة (أرجوانية) مع توضيح اعناصر القواعد. تم تلوين الموقعين المحتملين لصندوق سي كات ، وفقًا للنموذج، باللون الأزرق السماوي. للنموذج الصحيح لمعقد مع CCAAT NF-Y/. يتم تلوين NF-YC وNF-YB وDNA كما في الشكل الموجود على اليسار، بينما يتم تلوين NF-YA باللون الأزرق. يظهر الموقعان البديلان للرابط الذي يربط بين النطاقين الفرعيين NF-YA1 وNF-YA2 كخطوط منقطة زرقاء. تم تصنيف عناصر البنية الثانوية لزوج هيستون المتورطة في التعرف على NF-YA1 وNF-YA2 (انظر النص) وتلوينها باللون الأحمر والرمادي، على التوالي. من أجل الوضوح، سيتم عرض وتسمية قواعد خماسي النوكليوتيدات CCAAT فقط.

في البيولوجيا الجزيئية ، صندوق سي كات CCAAT (يُختصر أيضًا أحيانًا مربع كات CAAT أو صندوق كات CAT ) هو نمط مميز من النيوكليوتيدات مع التسلسل المتفق عليه GGCCAATCT الذي يحدث عند المنبع بمقدار 60-100 قاعدة إلى موقع النسخ الأولي. يشير مربع كات إلى موقع الربط لعامل نسخ الحمض النووي الريبي ، وعادةً ما يكون مصحوبًا بتسلسل إجماعي محفوظ . وهو عبارة عن تسلسل دنا ثابت عند حوالي 70 زوجًا أساسيًا من أصل النسخ في العديد من المحفزين في حقيقيات النواة . يبدو أن الجينات التي تحتوي على هذا العنصر تتطلب نسخ الجين بكميات كافية. وغالبًا ما يكون غائبًا عن الجينات التي تشفر البروتينات المستخدمة في جميع الخلايا تقريبًا. يُعرف هذا الصندوق مع صندوق GC بعوامل النسخ العامة الملزمة. ينتمي كلا التسلسلين المتفق عليهما إلى المروج (التحفيز) التنظيمي. يحدث التعبير الجيني الكامل عندما ترتبط بروتينات منشط النسخ بكل وحدة داخل المحفز التنظيمي. يحدث ربط بروتين محدد لتنشيط صندوق سي كات . تُعرف هذه البروتينات باسم بروتينات ربط صندوق سي كات /بعوامل ربط صندوق سي كات .
يعد صندوق سي كات جزءا موجودا بشكل متكرر قبل مناطق ترميز حقيقيات النوى، ولكنها غير موجودة في بدائيات النوى. 

## التسلسل الإجماعي
في اتجاه نسخ شريط القالب ، كان التسلسل المتفق عليه ، أو الترتيب المحسوب بقية| للبقايا الأكثر شيوعًا، لمربع CAAT هو 3'-TG ATTGG (T/C)(T/C)(A/G)- 5'. يشير استخدام الأقواس إلى وجود أي من القاعدة، ولكن لم يتم تحديد تردداتها النسبية. على سبيل المثال، "(T/C)" قد يعني أنه يتم اختيار الثايمين أو السيتوزين بشكل تفضيلي.  داخل الميتازوا (المملكة الحيوانية)، يحتفظ عامل الارتباط الأساسي (CBF) - مجمع الحمض النووي بدرجة عالية من الحفظ داخل نموذج ارتباط CCAAT، بالإضافة إلى التسلسلات المحيطة بهذا الشكل الخماسي. يختلف شكل "سي كات " في النباتات (تم دراسة السبانخ في تجربة) قليلاً عن الميتازوا من حيث أنه في الواقع عبارة عن نموذج ربط كات يفتقر المحفز إلى أحد بقايا C من الشكل الخماسي، والإضافة الاصطناعية للثاني C ليس لها أي آثار كبيرة على نشاط الارتباط. تفتقر بعض التسلسلات إلى صندوق كات تمامًا. ثانيًا، لا تتطابق النيوكليوتيدات المحيطة في النباتات مع التسلسل المتفق عليه أعلاه والذي حدده الباحث "بي" وزملائه . 

## المروج الأساسي
صندوق كات هو ما يُعرف بالمحفز الأساسي، المعروف أيضًا باسم المروج الأساسي أو ببساطة المروج ، وهو منطقة من الحمض النووي تبدأ نسخ جين معين. تقع هذه المنطقة، خاصة بالنسبة لصندوق كات على بعد حوالي 60-100 قاعدة عند المنبع (باتجاه نهاية 5')، ولكن على بعد ما لا يقل عن 27 زوجًا قاعديًا، من موقع النسخ الأولي أو من جين حقيقيات النوى الذي يوجد فيه مجمع من الجينات العامة. ترتبط عوامل النسخ مع بوليميراز الرنا II قبل بدء النسخ.   من الضروري للنسخ أن تكون عوامل الربط الأساسية هذه (يشار إليها أيضًا بالعامل النووي Y أو NF-Y) قادرة على الارتباط بنموذج CCAAT. أظهرت التجارب في العديد من المختبرات أن الطفرات في نموذج "سي كات" التي تسبب فقدان ارتباط سي بي إف CBF تقلل أيضًا من نشاط النسخ لدى تلك المروجين، مما يشير إلى أن معقدات سي بي إف-سي كات ضرورية لنشاط النسخ الأمثل. 

## الربط
في تجربة تم إجراؤها باستخدام عوامل الارتباط الأساسية ( سي بي لإاCBF) ومجمعات الحمض النووي، تمكن الباحثون من تحديد التسلسلات التفضيلية للتحفيز في منطقة أعلى صندوق كات وبالقرب منه مباشرةً، ومنطقتين على جانبي صندوق كات . باستخدام عملية اختيار الارتباط العشوائي بوساطة تفاعل البوليمراز المتسلسل ، تمكن الباحثون من إظهار أن التسلسل "3' - (T/C)G ATTGG (T/C)(T/C)(A/G) - 5'" يحيط مباشرة تم اختيار منطقة ATTGG (سي كات في الشريط التكميلي) بشكل تفضيلي على شريط الترميز (عكس حبلا القالب).    تم عرض ذلك باستخدام تسلسل قليل النوكليوتيدات (R1) الذي يحتوي على 27 نيوكليوتيدات عشوائية، محاطة بتسلسل محدد من 20 نيوكليوتيد على كل جانب. في حين لم يتم اختيار نيوكليوتيدات واحدة في كل نسخة على جانبي نموذج ATTGG (سي كات في الشريط التكميلي)، كان هناك العديد من النيوكليوتيدات في المواضع المحددة بترددات عالية. أبرز ما في التسلسل أعلاه هو بقايا G باتجاه نهاية 5' من ATTGG. البقيات الأخرى المدرجة أيضًا كانت ملحوظة، ولكن يوجد انقسام بين بقيتين . أنتجت هذه التجربة نفسها أيضًا نفس التسلسل كما هو موضح أعلاه عند استخدام أوليغو النوكليوتيدات (R2) مختلف يحتوي على نواة ATTGG ويحيط به 12 '5 نيوكليوتيدات عشوائية و10 '3 نيوكليوتيدات عشوائية. كلا التسلسلين متشابهين جدًا وتم تأكيدهما في تجارب متعددة. بالنسبة للتسلسلات التي تحيط بنموذج ATTGG مع اثنين من بقايا الأدينين (AA) في نهايته 5' و G(A/G) في نهايته 3'، يبدو أنها قد حالت دون تكوين مجمع CBF-DNA وحدثت لاحقًا في 1٪ فقط. من تسلسل المروج.  في تجربة أخرى أجريت مع المحفز الرئيسي المتأخر (MLP) للفيروسات الغدانية (أدينوفيروسات) من مجموعة متنوعة من الأنواع المضيفة، تبين أن طفرة صندوق كات وتسلسل سي كات ، والتي يعتقد أنها تلعب دورًا محوريًا في (MLP) للمجموعة الفرعية C الفيروسات الغدية البشرية، في الأنواع ذات تسلسل CAAT الناقص. تم تقليل بدء النسخ في أنواع MLP المتحولة بشكل ملحوظ مقارنةً بالنوع البري أو الأنواع التي يوجد بها طفرة CAAT. يتوافق الفشل في استعادة الفيروسات الغدية التي تعمل بشكل طبيعي، والتي أظهرها صندوق كات ، مع فكرة أن صندوق كات يلعب دورًا حيويًا في الفيروس الغدي MLP ويـٌفضل على عناصر النسخ الأخرى. 

## CCAAT في النباتات
تتكون عوامل الارتباط الأساسية هذه - أو العوامل النووية (NF-Y) - من ثلاث وحدات فرعية – NF-YA، وNF-YB، وNF-YC. في حين أن كل وحدة فرعية من NF-Y يتم تشفيرها في الحيوانات بواسطة جين واحد، فقد كان هناك تنوع في النباتات من حيث البنية والوظيفة. تتكون عائلات NF-Y من ثمانية إلى 39 عضوًا لكل وحدة فرعية. أحد الأسباب الرئيسية لهذا التنوع هو ازدواج الجينات والازدواج الترادفي، مما يساعد على المساهمة في زيادة أحجام عائلات NF-Y مقارنة بالعوامل النووية الحيوانية المشفرة المفردة.  تحتوي كل وحدة فرعية على جزء محفوظ تطوريًا - الطرف- C لـ NF-YA، والجزء المركزي من NF-YB، والطرف-N لـ NF-YC، أكثر من 70% منها من كل الأنواع تظل محفوظة. ومع ذلك، لا يتم الحفاظ على المناطق المجاورة بشكل عام. 

### الوحدة الفرعية NF-YA
تقوم عائلة NF-YA بتشفير عوامل النسخ المتغيرة في الطول (بين 207 و347 من الأحماض الأمينية لـلــ فصة برميلية ). تتميز بروتينات NF-YA عمومًا بمجالين يتم حفظهما بشدة في جميع حقيقيات النوى الأعلى التي تم فحصها حتى الآن. المجال الأول (A1) يحتوي على 20 حمض أميني يشكل حلزون ألفا الذي يظهر بشكل كبير في تفاعلاته مع NF-YB و NF-YC. المجال الثاني (A2) مجاور للمجال A1 بواسطة رابط تسلسل محفوظ وهو تسلسل مكون من 21 حمضًا أمينيًا حيويًا في الحمض النووي المحدد لربط مربع CCAAT. يتم حفظ النطاقين A1 و A2 باتجاه الطرف-C للثدييات، لكنهما يشغلان منطقة أكثر مركزية في الوحدات الفرعية NF-YA النباتية. في النباتات تطورت الوحدة الفرعية NF-YA لتنظيم تطور عضو الجذر الاختياري الموجود فقط في النباتات البقولية ويبدو أنه يتم التعبير عنه في أنسجة الجذر. لقد ثبت أن له خصائص تشبه مقاومة الجفاف، حيث يتم تنظيمه أثناء إجهاد الجفاف في جذور وأوراق نبات الأرابيدوبسيس . أظهرت طفرات NF-YA فقدان الوظيفة وفرط الحساسية في الظروف المشابهة للجفاف، وعلى النقيض من ذلك، أدى الإفراط في التعبير عن NF-YA إلى مقاومة الجفاف . 

### الوحدة الفرعية NF-YB
عائلة NF-YB ، كما هو الحال مع الوحدة الفرعية NF-YA، متغيرة في الطول، ومع ذلك تكون في المتوسط أصغر بكثير من الوحدة الفرعية NF-YA (90-240 من الأحماض الأمينية في "الفصة البرميلية "). لقد تم تمييزها بهيكل وتركيبة من الأحماض الأمينية مشابهة لشكل طيات الهيستون (HFM). يتكون هذا من ثلاث حلزونات ألفا مفصولة بنطاقين من حلقات بيتا. على غرار NF-YA ثبت أن NF-YB يعمل أيضًا على تحسين مقاومة الجفاف عند الإفراط في التعبير عنه ، وكذلك تعزيز الإزهار في الأرابيدوبسيس . 

### الوحدة الفرعية NF-YC
تعد بروتينات NF-YC ذات حجم متوسط بين بروتينات NF-YA وNF-YB (117–292 من الأحماض الأمينية في إم. ترنكاتولا ) وتحتوي أيضًا على HFM السائد في بروتينات NF-YB. لقد ثبت أيضًا أنه يشارك في وقت التزهير في بعض النباتات (يؤدي الإفراط في التعبير إلى إزهار مبكر) ، إذ من المحتمل أن يتم تنظيم تأثيره عن طريق ربط البروتين CONSTANS (CO) بالوحدة الفرعية NF-YC. 

### معقدات NF-Y
بسبب التغير التطوري في جينات ترميز NF-Y في النباتات فإنها تمتلك فيما بعد مجموعة كبيرة من المعقدات الثلاثية القديرة . على سبيل المثال، في الأرابيدوبسيس ، تم تحديد 36 وحدة فرعية لعامل النسخ NF-Y (بما في ذلك 10 وحدات فرعية NF-YA و13 NF-YB و13 وحدة فرعية NF-YC) والتي يمكن أن تشكل نظريًا 1690 معقدا فريدًا ( يحتوي على واحد من كل نوع من الوحدات الفرعية). وهذا الرقم بالطبع أعلى مما يحدث بالفعل نظرًا لأن بعض الوحدات الفرعية لها أنماط ربط محددة. أظهرت التحليلات الوظيفية على جينات ترميز NF-Y في النباتات، نتيجة لتنوعها التطوري مقارنة بنظيراتها من الحيوانات أنها اكتسبت وظائف محددة متنوعة، مثل تطور الجنين، والتحكم في وقت الإزهار، وإجهاد ER، وإجهاد الجفاف، و تطور العقيدات وتطور الجذور. قد يكون هذا جزءًا صغيرًا فقط من قدراتها، نظرًا لأن عدد مجموعات معقدات NF-Y نظريًا كبير جدًا ولا يمكن تكوين سوى جزء صغير فقط (تم تأكيد أقل من 10٪ من جميع التفاعلات الممكنة في كلا الاتجاهين في الخميرة) . 

## بروتينات سي كات الربط المحسن (C/EBPs)
جانب آخر من تحفيز ربط CCAAT هو بروتينات الربط المحسن CCAAT/ (C/EBPs). وهي عبارة عن مجموعة من عوامل النسخ المكونة من 6 أعضاء (α-ζ)، والتي يتم حفظها بدرجة عالية وترتبط بنموذج CCAAT. في حين أن الأبحاث المتعلقة بهذه البروتينات الرابطة حديثة نسبيًا، فقد ثبت أن وظيفتها لها أدوار حيوية في تكاثر الخلايا وتمايزها، والتمثيل الغذائي ، والالتهاب، والمناعة في الخلايا المختلفة، ولكن على وجه التحديد خلايا الكبد ، والخلايا الشحمية ، والخلايا المكونة للدم .  وعلى سبيل المثال في الخلايا الشحمية ظهر ذلك في مجموعة متنوعة من التجارب على الفئران: كان التعبير خارج الرحم عن هذه C/EBPs (C/EBPα وC/EBPβ) قادرًا على بدء برامج التمايز للخلية، حتى في غياب الهرمونات الشحمية ، أو تمايز الخلايا الشحمية إلى الخلايا الشحمية (أو الخلايا الدهنية). بالإضافة إلى ذلك، فإن الإفراط في هذه C/EBPs (على وجه التحديد C/EBPδ) يؤدي إلى استجابة سريعة. علاوة على ذلك، في الخلايا التي تفتقر إلى C/EBP أو في الفئران التي تعاني من نقص في C/EBP، يكون كلاهما غير قادرا على الخضوع لعملية تكوين الشحم. يؤدي هذا إلى موت الفئران بسبب نقص السكر في الدم ، أو انخفاض تراكم الدهون في الأنسجة الدهنية.  تتبع C/EBPs مجال سحاب الليوسين الأساسي العام (بي زيب) عند الطرف C وتكون قادرة على تكوين خافتات مع C/EBPs أخرى أو عوامل النسخ الأخرى. يسمح هذا التقليص لـ C/EBPs بالارتباط على وجه التحديد بالحمض النووي من خلال تسلسل متناوب في الأخدود الرئيسي للحمض النووي. ويتم تنظيمها من خلال وسائل مختلفة، بما في ذلك الهرمونات ، والميتوجينات ، والسيتوكينات ، والمواد المغذية ، وعوامل مختلفة أخرى. 

## أنظر أيضا
- محفز (علم الوراثة)